# Zeca Baleiro
José Ribamar Coelho Santos (Arari, 11 de abril de 1966), mais conhecido como Zeca Baleiro, é um cantor, compositor, cronista e músico brasileiro de MPB. Transferiu-se para São Paulo onde lançou sua carreira. Zeca canta, toca violão e já teve suas composições interpretadas por Simone, Gal Costa, Elba Ramalho, Vange Milliet, Adriana Maciel, Luíza Possi, Rita Ribeiro, Renato Braz e Claudia Leitte. Em 2011, lançou um livro de crônicas intitulado Bala na agulha. Atualmente, além da carreira de músico, é colunista mensal da revista Isto É.

## Biografia
O nome José de Ribamar é uma homenagem a São José de Ribamar, santo maranhense da cidade de São José de Ribamar no estado do Maranhão. O apelido - Baleiro - vem do fato de Zeca consumir balas entre as aulas, durante o curso de Agronomia.  É o que pode ser percebido nas próprias palavras do Zeca: "Sempre fui um grande consumidor de doces, balas e toda sorte de guloseimas. Quando ingressei na universidade, entre uma aula e outra, saboreava minhas balas. Quando alguém desejava comer uma, vinha até mim. Daí para começarem a me chamar de baleiro foi um passo. Confesso que a princípio aquilo não soava bem aos meus ouvidos." Antes de dedicar-se exclusivamente à música, chegou, inclusive, a abrir uma loja de balas, tortas e doces caseiros.

## Carreira Musical
Zeca começou sua carreira compondo melodias e músicas para peças infantis de teatro, onde se destacou pela qualidade de suas letras. Mudou-se para Belo Horizonte, onde cantava pelos bares da cidade. Foi morar em São Paulo, onde dividia um apartamento com seu parceiro musical Chico César. Apesar de sua carreira musical já existir 12 anos antes de gravar seu primeiro disco em 1997, seu salto para a fama foi em sua participação no Acústico MTV de Gal Costa com a canção "Flor da Pele", que lhe valeu projeção nacional. Nos anos seguintes gravou mais cinco discos com participação de outros cantores do Brasil, muitos dos quais são seus parceiros em composições como: Chico César, Rita Ribeiro, Lobão, O Teatro Mágico, Arnaldo Antunes, Zé Geraldo, Paulinho Moska, Lenine, Fagner, Zeca Pagodinho, Genival Lacerda e Zé Ramalho. Sua música deriva de muitos ritmos tradicionais brasileiros: samba, pagode, baião com elementos do rock, pop e música eletrônica com um modo muito particular de tocar violão.
Em 2004, Rossanna Decelso, empresária do Baleiro, gravou o CD Mandando Bala, composto totalmente por um repertório inédito de Zeca Baleiro. As músicas inéditas estavam escondidas no baú do compositor antes da fama, entre 1991 e 1996.
Em 2008, com diferença de poucos meses entre o lançamento de um e outro, Baleiro lançou O Coração do Homem Bomba - Vol. 1 e Vol. 2. Baleiro disse: "Optei pela edição em dois volumes. Acho disco duplo um pouco indigesto. Assim dá tempo de ouvir, digerir, parece mais interessante. Tem uma coisa meio marqueteira: dá um expectativa. Alguns questionam, dizem que vai ser um fiasco. Não me lembro de terem feito isso no Brasil. Estou fazendo para experimentar mesmo".
Em 2012, o Charlie Brown Jr. convidou o Zeca Baleiro, e ambos gravaram juntos a versão ao vivo da canção Proibida pra Mim (Grazon) no CD/DVD Música Popular Caiçara (Ao Vivo), lançado em Maio de 2012.
Ainda em 2012, Zeca produziu o álbum Praça Tiradentes, de Odair José, que saiu com o selo Saravá Discos (que é a gravadora de Zeca).
Em 2014, Zeca lançou seu segundo livro de crônicas, “A Rede Idiota e outros textos”, com artigos publicados na revista IstoÉ e no blog Questões Musicais, da revista piauí, além de textos publicados em diversos jornais e revistas e outros escritos especialmente para o livro. Neste mesmo ano, o álbum "A palavra acesa de José Chagas", de autoria de Zeca Baleiro e do poeta Celso Borges, foi lançado. Entusiasmados com a poesia do paraibano José Chagas, os dois chamaram músicos e cantores para transformar 14 de seus poemas em canções.
Em 2015, para homenagear os 40 anos da carreira de Zé Ramalho, lançou o álbum Zeca Baleiro Canta Zé Ramalho: Chão de Giz Ao Vivo.
Ainda em 2015, juntamente com Paulo Lepetit e Naná Vasconcelos, lança o álbum Projeto Café no Bule, com o selo SESC. A gravação durou dois anos espaçados, com três vindas de Naná a São Paulo, onde Lepetit tem um estúdio em parceria com Zeca. O título “Projeto Café no Bule” remete à expressão popular. Tem um significado de “aqui tem conteúdo”.
Em 2016, Zeca participou do videoclipe da música "Um Abraço e Um Olhar", de João Suplicy.
Neste mesmo ano, em comemoração aos 21 anos do Projeto Guri, Zeca compôs a música 'Amor e Ijexá'.

### Trabalhos voltados ao Público Infantil
O primeiro trabalho voltado ao público infantil criado por Zeca foi o musical Quem Tem Medo de Curupira?, escrito por ele em 1988. Esta foi a primeira peça escrita por ele.
Ainda antes da fama, Baleiro chegou a fazer trilhas para clássicos do teatro e da literatura infantis como “Flicts”, de Ziraldo, e “O Reizinho Mandão”, de Ruth Rocha.
Em 2014, Zeca lançou seu primeiro álbum voltado ao público infantil. Zoró (bichos esquisitos) Vol.1 foi agraciado com o 26° Prêmio da Música Brasileira, categoria Melhor Álbum Infantil Segundo Zeca, gravar um álbum infantil era um projeto antigo, desde quando ele criava música para seus filhos quando pequenos.
No ano seguinte, lançou o DVD Zeca Baleiro e Convidados - A Viagem da Família Zoró, como um desdobramento do disco anterior. Neste mesmo ano, a coleção “Fora de Cena”, da Companhia das Letrinhas, lançou o livro “Quem Tem Medo de Curupira?”, cujo texto do musical infantil foi escrito por Baleiro e encenado pela primeira vez em 2010. “Esse texto, que escrevi há 28 anos, é uma opereta fantasiosa sobre as criaturas brasileiras da mata - Saci, Caipora, Curupira, Mãe-d'Água e Boitatá”, lembra Zeca Baleiro. O álbum com as músicas deste musical infantil, intitulado Trilhas - Quem Tem Medo de Curupira?, foi sido lançado em 2011, com 20 músicas, todas compostas por Zeca Baleiro.
Em 2018, lançou o EP "Zureta", no dia das crianças. E em dezembro, ele lançou o álbum Zureta Vol. 2, contendo, além das cinco músicas previamente reunidas no EP, mais 13 composições (todas inéditas), totalizando 18 faixas.
Em fevereiro de 2019, Zeca estreu o show "Zoró Zureta", espetáculo musical voltado para o público infantil, baseado nos álbuns Zoró (bichos esquisitos) Vol.1 e Zureta Vol. 2.

### Musicografia

#### Discografia

##### Estúdio
| #  | Lançamento | Álbum                             | Certificação |
| -- | ---------- | --------------------------------- | ------------ |
| 1  | 1997       | Por Onde Andará Stephen Fry?      | ouro - ABPD  |
| 2  | 1999       | Vô Imbolá                         | ouro - ABPD  |
| 3  | 2000       | Líricas                           | ouro - ABPD  |
| 4  | 2002       | Pet Shop Mundo Cão                |              |
| 5  | 2005       | Baladas do Asfalto e Outros Blues |              |
| 6  | 2008       | O Coração do Homem Bomba - Vol. 1 |              |
| 7  | 2008       | O Coração do Homem Bomba - Vol. 2 |              |
| 8  | 2012       | O Disco do Ano                    |              |
| 9  | 2016       | Era Domingo                       |              |
| 10 | 2019       | O Amor no Caos - Vol. 1           |              |
| 11 | 2019       | O Amor no Caos - Vol. 2           |              |
| 12 | 2020       | Escória (EP)                      |              |
| 13 | 2020       | Canções d'Além-mar                |              |
| 14 | 2022       | Naus (com Vinícius Cantuária)     |              |
| 15 | 2023       | Mambo Só                          |              |
| 16 | 2023       | O Samba Não É de Ninguém          |              |

##### Arquivo e Raridades
Estão discriminados aqui os álbuns da série "Arquivo", que reúnem gravações raras e dispersas de seu catálogo musical.
| # | Lançamento | Álbum             | Certificação |
| - | ---------- | ----------------- | ------------ |
| 1 | 2007       | Lado Z            |              |
| 2 | 2012       | Lado Z Volume 2   |              |
| 3 | 2017       | Arquivo Duetos 1  |              |
| 4 | 2017       | Arquivo Duetos 2  |              |
| 5 | 2018       | Arquivo Raridades |              |

##### Infantis
| # | Lançamento | Álbum                                                | Formato(s)           | Certificação |
| - | ---------- | ---------------------------------------------------- | -------------------- | ------------ |
| 1 | 2014       | Zoró (bichos esquisitos) Vol.1                       | CD                   |              |
| 2 | 2015       | Zeca Baleiro e Convidados - A Viagem da Família Zoró | DVD                  |              |
| 3 | 2018       | Zureta                                               | EP                   |              |
| 4 | 2018       | Zureta Vol. 2                                        | Download Digital, CD |              |

##### Ao Vivo
| # | Lançamento | Álbum                                              | Formato(s) | Certificação |
| - | ---------- | -------------------------------------------------- | ---------- | ------------ |
| 1 | 2004       | Pet Shop Mundo Cão - A Ópera Infame                | DVD        |              |
| 2 | 2005       | Líricas (Ao Vivo)                                  | DVD)       |              |
| 3 | 2006       | Vô Imbolá (Ao Vivo)                                | (DVD)      |              |
| 4 | 2006       | Baladas do Asfalto & Outros Blues (Ao Vivo)        | CD/DVD     |              |
| 5 | 2008       | O Coração do Homem Bomba - Ao Vivo (Ao Vivo Mesmo) | DVD        |              |
| 6 | 2010       | Concerto                                           | CD         |              |
| 7 | 2014       | Calma Aí, Coração - Ao Vivo                        | Cd e DVD   |              |
| 8 | 2015       | Zeca Baleiro Canta Zé Ramalho: Chão de Giz Ao Vivo | Cd e DVD   |              |
| 9 | 2022       | Zeca Baleiro Ilumina Sonastério                    | EP         |              |

##### Coletâneas Musicais
- 2003 - Perfil - Zeca Baleiro (  ouro - ABPD[24])
- 2008 - Vip Collection: Zeca Baleiro

##### ComFagner
- 2003 - Raimundo Fagner & Zeca Baleiro
- 2004 - Raimundo Fagner & Zeca Baleiro - O Show (Multishow Ao Vivo) (DVD)   ouro - ABPD[24]
- 2020 - Raimundo Fagner & Zeca Baleiro - Ao vivo em Brasília, 2002

##### ComPaulo LepetiteNaná Vasconcelos
- 2015 - Projeto Café no Bule[25]

##### Trilhas
- Ode descontínua e remota para flauta e oboé - De Ariana para Dionísio - 2005
- Cubo - Trilha Sonora Original de Zeca Baleiro - 2008  (trilha sonora composta para o espetáculo do grupo Núcleo Lúdico de Dança)
- Trilha Sonora do Espetáculo Geraldas e Avencas - 2008
- Trilhas - Música para Cinema e Dança - 2010
- Trilha da peça infantil "Quem Tem Medo de Curupira?" (Zeca é autor, codiretor musical (com Érico Theobaldo) e compositor da trilha sonora)[26]
- Trilha da peça "Lampião e Lancelote"[27]

Trilha Sonora Telenovelas
Zeca Baleiro teve muitas de suas canções incluídas em trilhas sonoras de telenovelas da Rede Globo, Rede Bandeirantes e Rede Record, algumas delas são:
| #  | Ano  | Música                | Novela                         | Info                                                                                    | Ref.   |
| -- | ---- | --------------------- | ------------------------------ | --------------------------------------------------------------------------------------- | ------ |
| 1  | 1997 | Bandeira              | Por Amor (TV Globo)            |                                                                                         |        |
| 2  | 1998 | Flor da Pele          | Serras Azuis (TV Bandeirantes) |                                                                                         |        |
| 3  | 1998 | Heavy Metal do Senhor | Era uma vez... (TV Globo)      |                                                                                         |        |
| 4  | 2001 | Quase Nada            | Estrela-Guia (TV Globo)        |                                                                                         |        |
| 5  | 2004 | Samba do Approach     | Da Cor do Pecado (TV Globo)    |                                                                                         |        |
| 6  | 2006 | Palavras e Silêncio   | Prova de Amor (TV Record)      |                                                                                         |        |
| 7  | 2006 | Balada do Céu Negro   | Bang Bang (Tv Globo)           |                                                                                         |        |
| 8  | 2007 | Proibida Pra Mim      | Alta Estação (Tv Record)       |                                                                                         |        |
| 9  | 2010 | Você é Má             | Ribeirão do tempo (RecordTV)   |                                                                                         |        |
| 10 | 2010 | TV                    | Passione (TV Globo)            |                                                                                         |        |
| 11 | 2011 | Homem com H           | Insensato Coração (TV Globo)   |                                                                                         |        |
| 12 | 2012 | Vai de Madureira      | Aquele Beijo (TV Globo)        |                                                                                         |        |
| 13 | 2012 | Disritmia             | Cheias de Charme (Tv Globo)    | Tema de Rodinei e Liara                                                                 | [ 28 ] |
| 14 | 2013 | Baioque               | Joia Rara (Tv Globo)           |                                                                                         | [ 29 ] |
| 15 | 2014 | Proibida Pra Mim      | G3R4Ç4O BR4S1L (Tv Globo)      | Tema de Davi e Manu                                                                     | [ 30 ] |
| 16 | 2015 | Ai, Que Saudade D'Ocê | Império (Tv Globo)             | Tema de Vicente e Cristina                                                              | [ 31 ] |
| 17 | 2016 | Era Domingo           | Sol Nascente (Tv Globo)        |                                                                                         |        |
| 18 | 2017 | Só Hoje               | Pega Pega (TV Globo)           | Cover da música do Jota Quest                                                           | [ 32 ] |
| 19 | 2018 | A Estrada Me Chama    | O Sétimo Guardião (TV Globo)   |                                                                                         | [ 33 ] |
| 20 | 2018 | Flor da Pele          | O Sétimo Guardião (TV Globo)   | A versão presente na trama foi regravada por Zeca Baleiro em parceria com a cantora Luz | [ 33 ] |

Trilha Sonora Filmes
| Ano  | Música                                        | Filme                 | Info                    | Ref.   |
| ---- | --------------------------------------------- | --------------------- | ----------------------- | ------ |
| 2000 | Bicho de Sete Cabeças                         | Bicho de Sete Cabeças |                         |        |
| 2005 | Comigo                                        | Celeste e Estrela     |                         |        |
| 2016 | "Que Amor É Esse?" (com Alessandra Maestrini) | O Amor no Divã        | Tema principal do filme | [ 34 ] |
| 2019 | "Por Minha Rua" (com Danny Lopes)             | 2                     |                         | [ 35 ] |

##### Participação especial
- 1997 - CD Acústico MTV de Gal Costa - Música "Flor da Pele"
- Brésil
- Calor do Brasil
- Metamophoses
- MPBZ by Marco Mazzola
- Novo Canto
- O Melhor do Acústico MTV
- Palco MPB
- Reggae Around the World
- 2003 - CD  A peste negra do Nordeste, da banda Clã Nordestino - Música "Coração feito de África"
- 2005 - Tributo a Odair José - Vou Tirar Você Desse Lugar - Música "Eu, Você e a Praça"
- 2008 - CD Segundo Ato da banda O Teatro Mágico - Música Xanéu N. 05
- 2008 - DVD "Zoombido Para Se Fazer Uma Canção - V.1" - Canções "Cigarro", "Flores No Asfalto"  e "Você só Pensa em Grana (com Moska")
- 2008 - DVD Intimidade de Oswaldo Montenegro - Música Léo e Bia
- 2009 - DVD "Tributo a Elpídio dos Santos" - Músicas: Fogo no Rancho e Fantasia Cigana
- 2009 - CD "Balaio do Sampaio" - Canção "Tem Que Acontecer"
- 2010 - CD "Mr. Lennon" - Canção "Mother"
- 2012 - CD Música Popular Caiçara (Ao Vivo) do Charlie Brown Jr. - Música Proibida pra Mim (Grazon)
- 2019 - CD "TUDA", de Bárbara Eugenia - Participação na música "Bagunça"[36]
- 2021 - CD "Som no isolamento" de Yrahn Barreto - Participação na música "Mares meus" [37]

## Livros
- Bala na Agulha: Reflexões de boteco, pastéis de memória e outras frituras (ed. Ponto de bala, 2010)
- Vida é um souvenir made in Hong Kong (ed. Ponto de bala, 2011)
- A Rede Idiota e outros textos (ed. Reformatório, 2014)
- Quem Tem Medo de Curupira? (cia das letrinhas, 2015)

## Prêmios e indicações

### Prêmios Musicais
| Ano  | Prêmio                                                | Indicação/Categoria                                                                    | Trabalho Indicado (Canção/Álbum)                   | Resultado | Ref.          |
| ---- | ----------------------------------------------------- | -------------------------------------------------------------------------------------- | -------------------------------------------------- | --------- | ------------- |
| 1997 | Jornal do Brasil                                      | "Cantor Revelação do Ano"                                                              |                                                    | Venceu    | [ 38 ]        |
| 1997 | Prêmio APCA                                           | "Melhor Cantor"                                                                        |                                                    | Venceu    | [ 38 ]        |
| 1998 | Prêmio Sharp 98                                       | "Artista Revelação"                                                                    |                                                    | Venceu    | [ 38 ]        |
| 1998 | Prêmio Sharp 98                                       | "Melhor Álbum"                                                                         | Por Onde Andará Stephen Fry?                       | Venceu    | [ 38 ]        |
| 1998 | Prêmio Sharp 98                                       | "Troféu Melhor Música"                                                                 | Bandeira                                           | Venceu    | [ 38 ]        |
| 1998 | MTV Video Music Brasil 1998                           | "Melhor Videoclipe de Artista Revelação"                                               | Bandeira                                           | Indicado  | [ 39 ] [ 40 ] |
| 1998 | MTV Video Music Brasil 1998                           | "Melhor Videoclipe de MPB"                                                             | Bandeira                                           | Indicado  | [ 39 ] [ 40 ] |
| 2000 | Grammy Latino de 2000                                 | "Best Brazilian Pop Album (Melhor Álbum Pop Brasileiro)"                               | Vô Imbolá                                          | Indicado  | [ 24 ] [ 41 ] |
| 2001 | Grammy Latino de 2001                                 | "Best Brazilian Contemporanean Pop Album (Melhor Álbum Pop Contemporâneo Brasileiro)"  | Líricas                                            | Indicado  | [ 42 ]        |
| 2003 | Prêmio Rival BR                                       | Compositor do Ano                                                                      |                                                    | Venceu    | [ 43 ]        |
| 2003 | Grammy Latino de 2003                                 | "Best Brazilian Contemporary Pop Album (Melhor Álbum de Pop Contemporâneo Brasileiro)" | Pet Shop Mundo Cão                                 | Indicado  | [ 44 ]        |
| 2005 | Grammy Latino de 2005                                 | "Best Brazilian Contemporary Pop Album (Melhor Álbum de Pop Contemporâneo Brasileiro)" | Baladas do Asfalto e Outros Blues                  | Indicado  | [ 44 ]        |
| 2009 | Grammy Latino de 2009                                 | "Best Brazilian Contemporary Pop Album (Melhor Álbum de Pop Contemporâneo Brasileiro)" | O Coração do Homem Bomba - Ao Vivo (Ao Vivo Mesmo) | Indicado  | [ 44 ]        |
| 2010 | Prêmio da Música Brasileira                           | "Canção Popular"                                                                       | O Coração do Homem Bomba - Ao Vivo (Ao Vivo Mesmo) | Venceu    | [ 38 ]        |
| 2010 | 18ª edição do Prêmio FEMSA de Teatro Infantil e Jovem | "Melhor Trilha Sonora - Música Originalmente Composta"                                 | Quem Tem Medo de Curupira?                         | Venceu    | [ 45 ]        |
| 2012 | MTV Video Music Brasil 2012                           | "Melhor Capa"                                                                          | O Disco do Ano                                     | Indicado  | [ 46 ]        |
| 2014 | Grammy Latino de 2014                                 | "Melhor Álbum de MPB"                                                                  | Calma Aí, Coração - Ao Vivo                        | Indicado  | [ 47 ]        |
| 2014 | Grammy Latino de 2014                                 | "Melhor Canção Brasileira"                                                             | Calma Aí, Coração                                  | Indicado  | [ 47 ]        |
| 2015 | 26° Prêmio da Música Brasileira                       | Melhor Álbum Infatil                                                                   | Zoró (bichos esquisitos) Vol.1                     | Venceu    | [ 18 ]        |
| 2016 | 27° Prêmio da Música Brasileira                       | Melhor Canção                                                                          | Antes Do Mundo Acabar* (Intérprete: Zélia Duncan)  | Venceu    | [ 48 ]        |
| 2019 | Grammy Latino                                         | Melhor Álbum de Música Popular Brasileira                                              | O Amor no Caos - Vol. 1                            | Indicado  | [ 49 ]        |
| 2019 | Grande Prêmio do Cinema Brasileiro                    | Melhor Música                                                                          | Direção musical do filme Paraíso Perdido           | Venceu    | [ 50 ]        |
| 2019 | Prêmio Guarani de Cinema Brasileiro                   | Melhor Trilha Sonora                                                                   | Direção musical do filme Paraíso Perdido           | Venceu    | [ 51 ]        |
| 2020 | Grammy Latino                                         | Melhor Álbum de Música Popular Brasileira                                              | O Amor no Caos - Vol. 2                            | Indicado  | [ 52 ]        |
| 2021 | Grammy Latino                                         | Melhor Álbum de Música Popular Brasileira                                              | Canções d'Além-mar                                 | Venceu    | [ 53 ]        |

- Nota: * = A canção "Antes Do Mundo Acabar" foi composta por Zeca Baleiro em parceria com Zélia Duncan.

#### ComProjeto Café no Bule
| Ano  | Prêmio                          | Categoria              | Resultado | Ref    |
| ---- | ------------------------------- | ---------------------- | --------- | ------ |
| 2016 | 27° Prêmio da Música Brasileira | Álbum Projeto Especial | Venceu    | [ 48 ] |
| 2016 | 27° Prêmio da Música Brasileira | Projeto Visual         | Indicado  | [ 54 ] |

### Prêmios Literários
| Ano  | Prêmio      | Categoria                                   | Livro                      | Resultado | Ref           |
| ---- | ----------- | ------------------------------------------- | -------------------------- | --------- | ------------- |
| 2016 | Prêmio APCA | "Melhor Livro - Literatura Infanto-juvenil" | Quem Tem Medo de Curupira? | Venceu    | [ 15 ] [ 55 ] |